# بیمارستان زایمان ادنا آدان
بیمارستان زایمان ادنا آدان (به لاتین: Edna Adan Maternity Hospital) یک بیمارستان در سومالی‌لند است که در هرجیسا واقع شده است. این بیمارستان توسط وزیر خارجه سابق منطقه خودمختار سومالی‌لند و بانوی اول سابق سومالی، ادنا آدان اسماعیل، تأسیس شد. این بیمارستان به عنوان مأموریت اصلی خود ارائه مراقبت‌های بهداشتی بهتر به افرادی که زندگی آنها در اثر جنگ آسیب دیده است و همچنین ارائه آموزش برای پرستاران، ماماها و سایر کارکنان بهداشتی است. علاوه بر خدمات و تسهیلات مربوط به مراقبت‌های ویژه مادر و نوزاد، این بیمارستان دارای امکانات آزمایشگاهی، تشخیصی و بانک خون اضطراری است. این بیمارستان تشخیص و درمان بیماری‌های مقاربتی را نیز ارائه می‌دهد.